# الركبة (همدان)

تعديل مصدري - تعديل

الركبة هي إحدى قرى عزلة ربع همدان بمديرية همدان التابعة لمحافظة صنعاء، بلغ تعداد سكانها 285 نسمة حسب تعداد اليمن لعام 2004.